# Snookersäsongen 1994/1995
Snookersäsongen 1994/1995 behandlar säsongen för de professionella spelarna i snooker.

## Nyheter
Rankingtävlingarna, nio till antalet (varav sju vanns av skottar), var precis desamma som föregående säsong, och de spelades också vid samma tid på året. Däremot hade ett par nya inbjudningsturneringar tillkommit på touren: Malta Grand Prix spelades i Maltas huvudstad Valletta, och hade förstås hemmaspelaren Tony Drago som dragplåster. Den andra nya tävlingen var Liverpool Victoria Charity Challenge, en tävling där vinnaren (och övriga deltagare) fick skänka den största delen av prissumman till välgörande ändamål. En tävling som däremot försvunnit ur kalendern var Pot Black.

## Tävlingskalendern
| Inbjudningsturneringar |
| Rankingturneringar     |

| År   | Datum           | Turnering                           | Plats                        | Vinnare           | Finalist          | Resultat |
| ---- | --------------- | ----------------------------------- | ---------------------------- | ----------------- | ----------------- | -------- |
| 1994 | 20-25 september | Scottish Masters                    | Motherwell, Skottland        | Ken Doherty       | Stephen Hendry    | 9-7      |
| 1994 | 30 sept - 7 okt | Dubai Duty Free Classic             | Dubai, Förenade Arabemiraten | Alan McManus      | Peter Ebdon       | 9-6      |
| 1994 | 10-23 oktober   | Grand Prix                          | Derby, England               | John Higgins      | Dave Harold       | 9-6      |
| 1994 | 28 okt - 5 nov  | Benson & Hedges Championship        | England                      | Mark Williams     | Rod Lawler        | 9-5      |
| 1994 | 11-27 november  | UK Championship                     | Preston, England             | Stephen Hendry    | Ken Doherty       | 10-5     |
| 1994 | 29 nov - 4 dec  | Malta Grand Prix                    | Marsascala, Malta            | John Parrott      | Tony Drago        | 7-6      |
| 1994 | 11-17 december  | European Open                       | Antwerpen, Belgien           | Stephen Hendry    | John Parrott      | 9-3      |
| 1995 | 4-8 januari     | Charity Challenge                   | Birmingham, England          | Stephen Hendry    | Dennis Taylor     | 9-1      |
| 1995 | 22-29 januari   | Welsh Open                          | Newport, Wales               | Steve Davis       | John Higgins      | 9-3      |
| 1995 | 5-12 februari   | Masters                             | London, England              | Ronnie O'Sullivan | John Higgins      | 9-3      |
| 1995 | 13-18 februari  | International Open                  | Bournemouth, England         | John Higgins      | Steve Davis       | 9-5      |
| 1995 | 10-18 mars      | Thailand Open                       | Bangkok, Thailand            | James Wattana     | Ronnie O'Sullivan | 9-6      |
| 1995 | 21-26 mars      | Irish Masters                       | Dublin, Irland               | Peter Ebdon       | Stephen Hendry    | 9-8      |
| 1995 | 1-9 april       | British Open                        | Plymouth, England            | John Higgins      | Ronnie O'Sullivan | 9-6      |
| 1995 | 14-30 april     | VM i snooker                        | Sheffield, England           | Stephen Hendry    | Nigel Bond        | 18-9     |
| 1995 | 6-7 maj         | Dr Martens European League Slutspel | Irthlingborough, England     | Stephen Hendry    | Ken Doherty       | 10-5     |